# Armand Denis

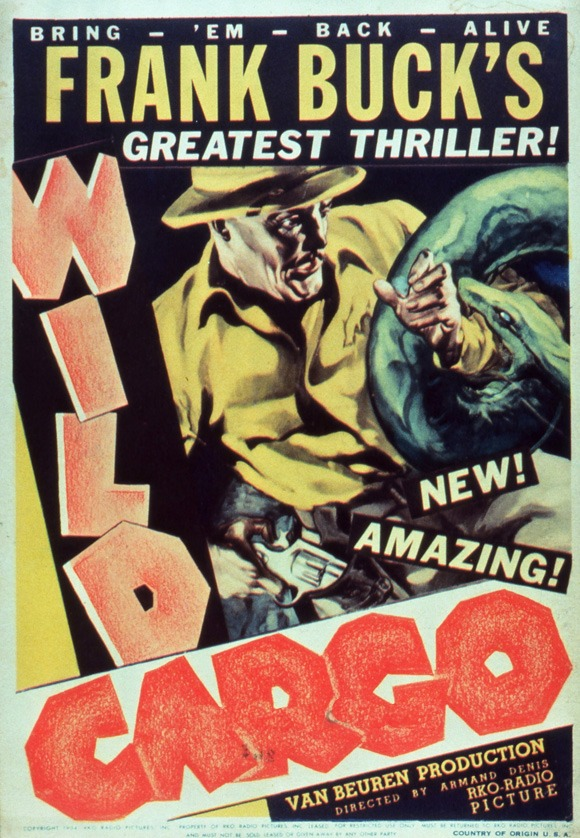
Filmaffischen till Denis film Wild Cargo.

Armand Denis, född den 2 december 1896 i Bryssel, död den 15 april 1971 i Nairobi, var en belgiskfödd dokumentärfilmare. Han gjorde under flera decennier filmer om djurliv och etnologi i avlägsna delar av Afrika och Asien, och blev därefter känd som regissör och presentatör av naturhistoriska program i brittisk tv på 1950- och 1960-talen tillsammans med sin fru Michaela.

## Filmografi (urval)
- 1932 – Kriss
- 1934 – Wild Cargo
- 1938 – Svart extas
- 1944 – Dangerous Journey
- 1949 – Det vilda Afrika
- 1953 – Below the Sahara
- 1955 – Okänd vildmark
- 1955 – Armand and Michaela Denis on the Barrier Reef
- 1956 – Bland huvudjägare på Nya Guinea